# 배리 메이저
배리 찰스 메이저(영어: Barry Charles Mazur IPA: [ˈmeɪzə(r)], 1937년 12월 19일 ~ )는 미국의 수학자다. 현재 하버드 대학교의 교수이다.

## 생애
뉴욕에서 유대인 가정에 태어났다. 브롱크스 과학고등학교를 나왔고, 매사추세츠 공과대학교에 입학하였으나 졸업하지 못했다. 그럼에도 불구하고 프린스턴 대학교 대학원에 입학할 수 있었고 1959년 박사 학위를 수여받았다. 1961년부터 하버드 대학교의 교수로 있다.

## 참고 문헌
1. ↑  . doi:10.1038/483405a. |제목=이(가) 없거나 비었음 (도움말)